# Cymophorus flavonotatus
Cymophorus flavonotatus är en skalbaggsart som beskrevs av Hermann Julius Kolbe 1892. Cymophorus flavonotatus ingår i släktet Cymophorus och familjen Cetoniidae. Utöver nominatformen finns också underarten C. f. collarti.